# KDStV Sauerlandia Münster
Die Katholische Deutsche Studentenverbindung Sauerlandia im CV (KDStV Sauerlandia im CV) ist eine 1847 gegründete nichtschlagende, katholische, deutsche Studentenverbindung, die dem größten interdisziplinären Akademikerverband Deutschlands, dem Cartellverband der katholischen deutschen Studentenverbindungen (CV) angehört.

## Geschichte
Sauerlandia wurde am 17. Dezember 1847 an der Königlich Theologischen und Philosophischen Akademie in Münster gegründet. Obwohl die Satzungsgebung von staatlicher Seite im damaligen Königreich Preußen verboten war, wurde eine solche im Zuge der Gründung vereinbart. 1849 erfolgte die offizielle Zulassung. Sauerlandia ist damit die älteste durchgehend bestehende Studentenverbindung im CV und nach der KDStV Bavaria Bonn, die 1857 wegen Mitgliedermangels suspendieren musste, sich im WS 1866/1867 auflöste und sich 23. Mai 1873 wiedergegründet, die wohl zweitälteste katholische Studentenverbindung überhaupt.
Noch ohne ein solches gegründet, nahm die Sauerlandia 1883 das Katholizitätsprinzip des Cartellverbandes an.
Mit der damals noch als Theologenverein bestehenden KDStV Novesia Bonn wurde am 7. April 1891 die  „Kartellvereinigung katholischer deutscher Studentenkorporationen“ gegründet, die ab 1905 den Namen Katholischer Deutscher Verband farbentragender Studentenkorporationen (KDV) führte. 1911 wurde der Beitritt in den Cartellverband beschlossen.
Im Ersten Weltkrieg fielen 27 Mitglieder der Sauerlandia.
1920 schloss sich fast die komplette Aktivitas der Akademischen Wehr Münster an, um den Aufstand an der Ruhr niederzuschlagen.
Während der NS-Zeit wurde der Verbindungsbetrieb aufgehoben und die Auflösung beschlossen. Nach dem Krieg wurde die KDStV Sauerlandia am 5. Juni 1946 in Münster wiederbegründet.
Die Sauerlandia ist eine von sieben Münsteranern CV-Verbindungen und Mitglied des Münsterschen Cartellverbandes (MCV).
Seit 1850 gilt der Wahlspruch Fromm, frei, froh.
Die Sauerlandia Münster hat Nummer 54 in der verbandsinternen Reihenfolge der Cartellverbindungen. Die offizielle Abkürzung ist Sd.

## Couleur und Wappen
Die Farben der KDStV Sauerlandia sind blau, weiß und grün. Sie stellen die Farben des Himmels (blau und weiß) sowie der Landschaft (grün) des Sauerlandes dar. Fuxenfarben sind blau, weiß, blau. Sowohl Burschen- als auch Fuxenband haben eine goldene Perkussion.
Der Senior trägt über die linke Schulter ein verziertes Band der Schwesterverbindung KDStV Novesia Bonn als Zeichen der besonderen Verbundenheit.
Das Wappen ist in den Farben der Sauerlandia gehalten und enthält die Symbole:
- Anker und Köcher stehen als Zeichen der Freundschaft und Verbundenheit,
- das Pferd repräsentiert das westfälische Ross und steht somit für die Herkunft der Verbindungsmitglieder,
- der Eichenkranz als Zeichen des Deutschtums,
- die Leier als Symbol der Musen, Künste und Gesang,
- die gekreuzten Schläger als Zeichen der akademischen Freiheit sind Symbole der ersten deutschen Verbindungen.

Das Datum gibt das Gründungsdatum wieder.

## Bekannte Mitglieder
- Johannes Schmidt (1824–1881), Pfarrer von St. Severinus in Calle und Mitbegründer der Sauerlandia
- Peter Conrad Nagel (1825–1911), Mitbegründer, später Pfarrer in Wilkes-Barre, Pennsylvania
- Friedrich Wilhelm Grimme (1827–1887), Schriftsteller, Gelehrter und Mitbegründer der Sauerlandia
- Andreas Henze (1833–1925), Gymnasiallehrer und Meteorologe
- Wilhelm Killing (1847–1923), Mathematiker und erster Philistersenior der Sauerlandia
- Wilhelm Hohoff (1848–1923), katholischer Priester, lieferte sich eine öffentliche Fehde mit August Bebel
- Franz Hitze (1851–1921), katholischer Theologe und Politiker der Zentrumspartei
- Hubert Grimme (1864–1942), Semitist
- Carl Hosius (1866–1937), klassischer Philologe
- Bernhard Köster (1869–1944), Priester und Schriftsteller
- Karl Joseph Kardinal Schulte (1871–1941), Bischof von Paderborn 1910–1920, Erzbischof von Köln 1920–1941
- Heinrich Hüpper (1886–1965), Oberbürgermeister von Neuss und Krefeld, Oberfinanzpräsident in Koblenz
- Heinrich Kliewe (1892–1969), Mediziner und Hochschullehrer
- Friedrich Wilhelm Willeke (1893–1965), Politiker (CDU), Bundestagsabgeordneter, Bürgermeister von Marl
- Friedrich Nonhoff (1903–1974), Ministerialbeamter
- Hans Steinmetz (1908–1987), Politiker (CDU), Landrat des Kreises Bergstraße, Mitglied der Verfassungberatenden Landesversammlung Groß-Hessen, Landtagsabgeordneter im Hessischen Landtag, beamteter Staatssekretär
- Albert Derichsweiler (1909–1997), aus der Verbindung 1935 ausgetreten, Bundesführer des Nationalsozialistischen Deutschen Studentenbundes
- Anton Henze (1913–1983), Kulturjournalist und Buchautor
- Joseph König (1915–1996), Direktor des Niedersächsischen Staatsarchivs Wolfenbüttel
- Wolfgang Heibges (1922–2005), Fregattenkapitän a. D. und Kommandant des U-Bootes U 999 (1944)
- Hans Wever (1922–2015), ehemaliger Rektor der TU Berlin
- Helmut Josef Patt (1926–2003), römisch-katholischer Geistlicher und Leiter des Sozialinstituts Kommende Dortmund sowie Direktor des KAAD
- Hubertus Brandenburg (1923–2009), röm.-katholischer Bischof von Stockholm (1977–1998)
- Leo Victor Fromm (1924–2001), Verleger (Neue Osnabrücker Zeitung)
- Joseph Grobe (1931–2023), em. Ordinarius für Anorganische Chemie
- Andreas Sievers (1931–2009), Botaniker und Professor an der Universität Bonn
- Paul Josef Kardinal Cordes (1934–2024), Kurienkardinal, Präsident des Päpstlichen Rates Cor Unum
- Hermann Meiners (* 1935), em. Prof. für Physik an der Westfälischen Wilhelms-Universität
- Albert Leifert (1936–2016), ehem. Mitglied des Landtags (MdL, CDU) NRW
- Franz J. Heidhues (1939–2014), Professor für Agrarökonomie in Entwicklungsländern an der Universität Hohenheim, Stellv. Vorstandsvorsitzender Deutsche Welthungerhilfe
- Detlev Dormeyer (* 1942), Dekan Humanwissenschaften und Theologie, Technische Universität Dortmund
- Michael Sievernich, SJ (* 1945), Professor für Pastoraltheologie an der Johannes Gutenberg-Universität Mainz und an der Philosophisch-Theologischen Hochschule Sankt Georgen
- Michael Schreiber (* 1954), Physiker, Universitätsprofessor an der TU Chemnitz
- Hans-Peter Hammes (* 1955), Mediziner, Universitätsprofessor für Endokrinologie an der Universität Heidelberg
- Andreas Hoffjan (* 1967), Ökonom, Universitätsprofessor an der TU Dortmund
- Christopher Poremba (* 1967), Pathologe, Universitätsprofessor an der Universität Düsseldorf
- Markus Voeth (* 1968), Professor für BWL insb. Marketing an der Universität Hohenheim
- Norbert Altenkamp (* 1972), Politiker (CDU), ehem. Bürgermeister in Bad Soden am Taunus, Mitglied des deutschen Bundestages (CDU)